# Daniela Iraschko-Stolz
Daniela Iraschko-Stolz (Eisenerz, 21 de noviembre de 1983) es una deportista austríaca que compite en salto en esquí. Es públicamente lesbiana.
Participó en tres Juegos Olímpicos de Invierno, obteniendo una medalla de plata en Sochi 2014, en la prueba de trampolín normal individual, el sexto lugar en Pyeongchang 2018 (individual) y el quinto en Pekín 2022 (equipo mixto).
Ganó ocho medallas en el Campeonato Mundial de Esquí Nórdico entre los años 2011 y 2021.

## Palmarés internacional
| Juegos Olímpicos   | Juegos Olímpicos      | Juegos Olímpicos  | Juegos Olímpicos    |
| Año                | Lugar                 | Medalla           | Prueba              |
| ------------------ | --------------------- | ----------------- | ------------------- |
| 2014               | Sochi (Rusia)         | Medalla de plata  | TN individual       |
| Campeonato Mundial |                       |                   |                     |
| Año                | Lugar                 | Medalla           | Prueba              |
| 2011               | Oslo (Noruega)        | Medalla de oro    | TN individual       |
| 2015               | Falun (Suecia)        | Medalla de bronce | TN individual       |
| 2017               | Lahti (Finlandia)     | Medalla de plata  | TN equipo mixto     |
| 2019               | Seefeld (Austria)     | Medalla de plata  | TN por equipo       |
| 2019               | Seefeld (Austria)     | Medalla de plata  | TN equipo mixto     |
| 2019               | Seefeld (Austria)     | Medalla de bronce | TN individual       |
| 2021               | Oberstdorf (Alemania) | Medalla de oro    | TN por equipo       |
| 2021               | Oberstdorf (Alemania) | Medalla de bronce | TN por equipo mixto |